# 依牛堡子镇
依牛堡子镇，是中华人民共和国辽宁省沈阳市法库县下辖的一个乡镇级行政单位。

## 行政区划
依牛堡子镇下辖以下地区：
依牛堡子村、前四家子村、草根泡村、马家荒地村、祝家堡村、花牛堡子村、贺尔海村、獐草沟村、拉马河子村、黎巴彦村、大粮洞村、崔家屯村和三尖泡村。